# Isaac C. Singleton Jr.
Isaac Charles Singleton Jr., (uneori numit Isaac Singleton Jr., Isaac C. Singleton, Isaac Singleton sau Isac Singleton) este un actor american; de asemenea dă viață unor personaje de jocuri video.

### Filmografie (selecție)
- Rosewood (1997)
- Galaxy Quest (1999)
- Charlie's Angels (2000)
- Planet of the Apes (2001)
- Al naibii tratament! (2003)
- Pirates of the Caribbean: The Curse of the Black Pearl (2003) în rolul lui Bo'sun
- Fist of the Warrior (also known as Lesser of Three Evils) (2005) în rolul lui Frank
- Dragon Hunter (film)
- Hunter Prey (2009) în rolul lui comandantului Karza
- Beyond White Space (2018) în rolul Lt. Boomer

### Jocuri-video
În franciza The Lord of the Rings Singleton este vocea lui Lurtz. A mai interpretat unele roluri în jocurile:
- Dungeons & Dragons: Dragonshard (2005)
- The Incredibles: Rise of the Underminer (2005)
- Street Fighter IV (2008) și Super Street Fighter IV (2010).
- Transformers: War for Cybertron (2010) vocea lui Soundwave și Cybertron